# بخش بشاریات
بخش بشاریات یکی از بخش‌های شهرستان آبیک در استان قزوین که مرکز آن شهر خاکعلی است.

## تقسیمات کشوری
- بخش بشاریات
  - دهستان بشاریات شرقی
  - دهستان بشاریات غربی

شهر: خاکعلی

## روستاها
- خاکشان
- هزارجلفا
- ابراهیم‌آباد
- عبدل آباد
- میان پالان (اسلام‌آباد)
- حسین آبادرضی
- خطایان
- محمودیان
- زاغه
- عبدل آباد
- رضی آباد
- خرم پشته
- ابراهیم‌آباد
- نودوز
- گلزور
- مامجین
- شهرستان
- مور آباد
- شهراباد●

## جمعیت
بنابر سرشماری مرکز آمار ایران، جمعیت بخش بشاریات شهرستان آبیک در سال ۱۳۸۵ برابر با ۲۰۹۸۴ نفر بوده است.